# Adassil
Adassil är en ort i Marocko.   Den ligger i provinsen Chichaoua och regionen Marrakech-Safi, 400 km söder om huvudstaden Rabat.